# ビホルダー (競走馬)
ビホルダー（英：Beholder）は、アメリカ合衆国生産の競走馬、繁殖牝馬。現役時代は2013年・2016年のブリーダーズカップ・ディスタフなどGIを11勝し、エクリプス賞を4度受賞している。ヘニーヒューズの代表産駒であり、ソングバードとともに2010年代のアメリカ競馬を代表する名牝である。

## 競走馬時代

### 2歳時（2012年）
6月28日ハリウッドパーク競馬場の未勝利でデビューし4着。2戦目で初勝利を挙げると、GI初出走となったデルマーデビュータントステークスではエグゼクティブプリヴィレッジ（Executiveprivilege）にハナ差及ばず2着となるが、アローワンス競走の11馬身差圧勝を挟んで迎えたブリーダーズカップ・ジュヴェナイルフィリーズでエグゼクティブプリヴィレッジに雪辱を果たし、初のGI制覇を果たす。この勝利により、エクリプス賞最優秀2歳牝馬に選出された。

### 3歳時（2013年）
年明け2戦目からGIを2連勝して迎えたケンタッキーオークスでは、伏兵プリンセスオブシルマーにゴール前で差し切られ、半馬身差の2着となる。
前哨戦のゼニヤッタステークス1着を経て挑んだブリーダーズカップ・ディスタフでは同期のプリンセスオブシルマー、前年の覇者ロイヤルデルタとの三強対決を制して優勝し、プリンセスオブシルマーに並ぶ同年のGI4勝目を挙げた。エクリプス賞最優秀3歳牝馬の選考では207票を獲得して42票のプリンセスオブシルマーに大差をつけて1位となり、2年連続のエクリプス賞受賞を果たした。

### 4歳時（2014年）
シーズン初戦となったサンタルチアステークスを5馬身1/4差で圧勝ののち、6月のオグデンフィップスステークスでは4着に敗れる。 
ゼニヤッタステークスで連覇を果たした後、ブリーダーズカップ・ディスタフに向けて調整されていたが、熱発により回避し、シーズンを終えている。

### 5歳時（2015年）
シーズン初戦となったサンタルチアステークス、続くアドレーションステークスを連勝して挑んだクレメント・L・ハーシュステークスでは後続馬に7馬身差つけG1競走7勝目を挙げる
。  
パシフィッククラシックステークスで牡馬相手に8馬身1/4差の圧勝劇を演じる。続くゼニヤッタステークスも3馬身1/4差の完勝で3連覇を達成する。ブリーダーズカップ・ディスタフは外傷のため2年連続の回避を余儀なくされたが、年間5戦無敗の成績でエクリプス賞最優秀古馬牝馬の座に輝いた。なお、2歳時から5歳時まで4年連続でG1勝利を果たした馬は米国史上初であった。

### 6歳時（2016年）

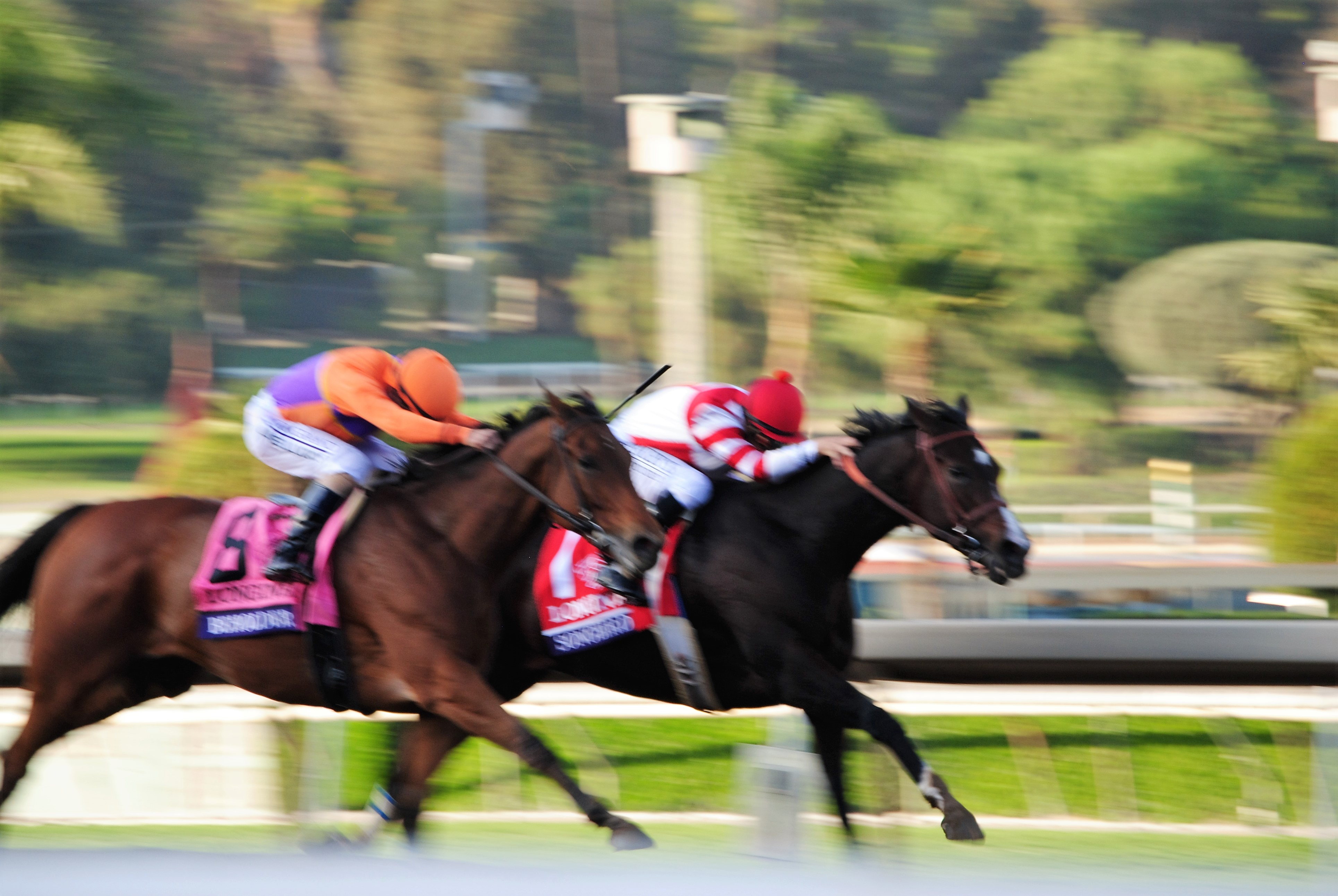
2016年BCディスタフ直線でのソングバード（赤帽）との競り合い

シーズン初戦のアドレーションステークスを連覇し、続くヴァニティーマイルステークスでGI10勝目を挙げる。5年連続のGI競走勝利はジョンヘンリーと並ぶ北米タイ記録であり、2歳時からの達成は史上初であった。しかし、次戦のクレメント・L・ハーシュステークスでは前走で下したステラーウインドの2着に敗れ、2014年のゼニヤッタステークスから続いていた連勝が8でストップする。パシフィッククラシックステークスでは当時の現役最強馬カリフォルニアクロームに挑んだが、5馬身差の2着となる。4連覇を狙って出走したゼニヤッタステークスもステラーウインドに敗れて2着に終わり、前人未到の快挙達成はならなかった。ラストランのブリーダーズカップ・ディスタフでは11戦無敗の3歳馬ソングバードが断然の1番人気で、本馬はステラーウインドに次ぐ3番人気であった。レースでは逃げるソングバードに対して好位を追走し、直線ではほぼ2頭のマッチレースとなる。激しい叩き合いの末、最後は本馬がハナ差競り勝ち、3年ぶりのブリーダーズカップ勝利で有終の美を飾った。歴史的名牝同士による一騎打ちは、北米競馬史の残る名勝負と称された。この勝利により、2年連続のエクリプス賞最優秀古馬牝馬を受賞し、通算のエクリプス賞受賞は4回目となった。
本馬の功績を讃え、ヴァニティーマイルステークスが2017年より「ビホルダーマイルステークス」に名称変更された。
2022年、アメリカ競馬名誉の殿堂博物館に殿堂馬として選定された。

## 繁殖牝馬時代

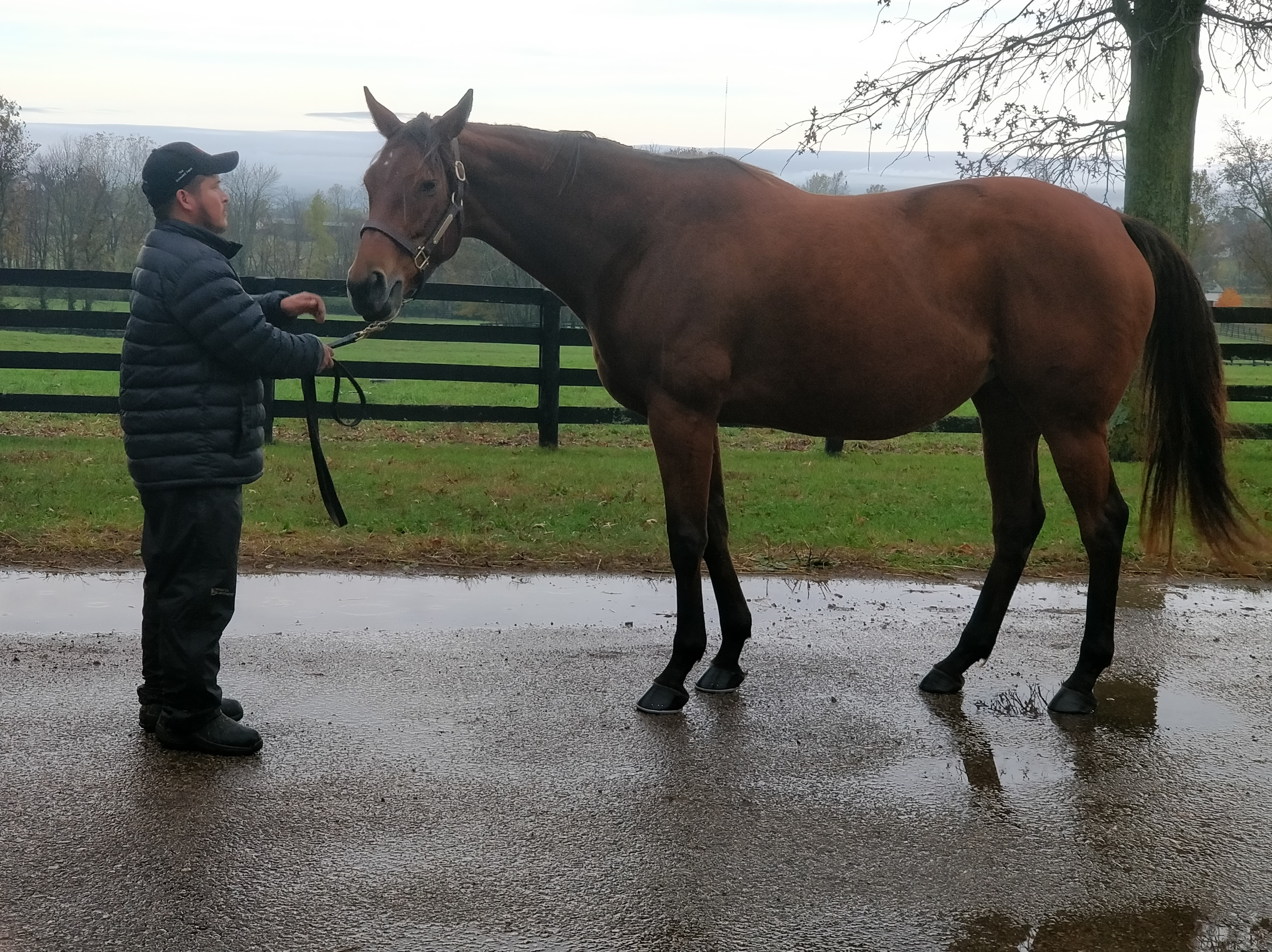
繁殖入り後のビホルダー（2017年）

2017年からケンタッキー州のスペンドスリフトファームで繁殖牝馬となった。初年度はアンクルモーが種付けされ、2018年1月23日に初仔となる鹿毛の牡馬を出産した。
2023年9月9日に産駒タマラがデルマーデビュータントステークスを勝利してG1初制覇を果たしている。

## 競走成績
以下の内容は、EQUIBASEの情報に基づく。
| 出走日     | 競馬場             | 競走名                                       | 格 | 距離   | 着順 | 騎手             | 着差     | 1着（2着）馬           |
| ---------- | ------------------ | -------------------------------------------- | -- | ------ | ---- | ---------------- | -------- | ---------------------- |
| 2012.06.28 | ハリウッドパーク   | 未勝利                                       |    | AW5.5f | 4着  | G.ゴメス         |          | Executiveprivilege     |
| 0000.07.22 | デルマー           | 未勝利                                       |    | AW5.5f | 1着  | G.ゴメス         | 3馬身1/4 | （Fanticola）          |
| 0000.09.01 | デルマー           | デルマーデビュータントステークス             | G1 | AW7f   | 2着  | G.ゴメス         | ハナ     | Executiveprivilege     |
| 0000.10.04 | サンタアニタ       | アローワンス                                 |    | ダ6f   | 1着  | G.ゴメス         | 11馬身   | （Mechaya）            |
| 0000.11.02 | サンタアニタ       | ブリーダーズカップ・ジュヴェナイルフィリーズ | G1 | ダ8.5f | 1着  | G.ゴメス         | 1馬身    | （Executiveprivilege） |
| 2013.01.21 | サンタアニタ       | サンタイネスステークス                       | G2 | ダ6.5f | 2着  | G.ゴメス         | 3/4馬身  | Renee's Titan          |
| 0000.03.02 | サンタアニタ       | ラスヴァージネスステークス                   | G1 | ダ8f   | 1着  | G.ゴメス         | 3馬身3/4 | （Fiftyshadesofhay）   |
| 0000.04.06 | サンタアニタ       | サンタアニタオークス                         | G1 | ダ8.5f | 1着  | G.ゴメス         | 2馬身3/4 | （Iotapa）             |
| 0000.05.03 | チャーチルダウンズ | ケンタッキーオークス                         | G1 | ダ9f   | 2着  | G.ゴメス         | 1/2馬身  | Princess of Sylmar     |
| 0000.09.01 | デルマー           | トーリーパインズステークス                   |    | AW8f   | 1着  | G.スティーヴンス | 2馬身3/4 | （Wittgenstein）       |
| 0000.09.28 | サンタアニタ       | ゼニヤッタステークス                         | G1 | ダ8.5f | 1着  | G.スティーヴンス | 1馬身1/4 | （Authenticity）       |
| 0000.11.01 | サンタアニタ       | ブリーダーズカップ・ディスタフ               | G1 | ダ9f   | 1着  | G.スティーヴンス | 4馬身1/4 | （Close Hatches）      |
| 2014.04.20 | サンタアニタ       | サンタルチアステークス                       |    | ダ8.5f | 1着  | G.スティーヴンス | 5馬身1/4 | （Legacy）             |
| 0000.06.07 | ベルモントパーク   | オグデンフィップスステークス                 | G1 | ダ8.5f | 4着  | G.スティーヴンス |          | Close Hatches          |
| 0000.09.27 | サンタアニタ       | ゼニヤッタステークス                         | G1 | ダ8.5f | 1着  | M.スミス         | 3/4馬身  | （Tiz Midnight）       |
| 2015.04.10 | サンタアニタ       | サンタルチアステークス                       |    | ダ8.5f | 1着  | G.スティーヴンス | 3馬身3/4 | （Uzziel）             |
| 0000.06.13 | サンタアニタ       | アドレーションステークス                     | G3 | ダ8.5f | 1着  | G.スティーヴンス | 1馬身1/4 | （Warren's Veneda）    |
| 0000.08.01 | デルマー           | クレメント・L・ハーシュステークス            | G1 | ダ8.5f | 1着  | G.スティーヴンス | 7馬身    | （Yahilwa）            |
| 0000.08.22 | デルマー           | パシフィッククラシックステークス             | G1 | ダ10f  | 1着  | G.スティーヴンス | 8馬身1/4 | （Catch a Flight）     |
| 0000.09.26 | サンタアニタ       | ゼニヤッタステークス                         | G1 | ダ8.5f | 1着  | G.スティーヴンス | 3馬身1/4 | （My Sweet Addiction） |
| 2016.05.08 | サンタアニタ       | アドレーションステークス                     | G3 | ダ8.5f | 1着  | G.スティーヴンス | 2馬身1/2 | （Sheer Pleasure）     |
| 0000.06.04 | サンタアニタ       | ヴァニティーマイルステークス                 | G1 | ダ8f   | 1着  | G.スティーヴンス | 1馬身1/2 | （Stellar Wind）       |
| 0000.07.30 | サンタアニタ       | クレメント・L・ハーシュステークス            | G1 | ダ8.5f | 2着  | G.スティーヴンス | 1馬身1/2 | Stellar Wind           |
| 0000.08.20 | デルマー           | パシフィッククラシックステークス             | G1 | ダ10f  | 2着  | G.スティーヴンス | 5馬身    | California Chrome      |
| 0000.10.01 | サンタアニタ       | ゼニヤッタステークス                         | G1 | ダ8.5f | 2着  | G.スティーヴンス | クビ     | Stellar Wind           |
| 0000.11.04 | サンタアニタ       | ブリーダーズカップ・ディスタフ               | G1 | ダ9f   | 1着  | G.スティーヴンス | ハナ     | （Songbird）           |

## 血統表
| ビホルダーの血統                          | ビホルダーの血統                   | ビホルダーの血統          | （血統表の出典）          | （血統表の出典） |
| 父系                                      | ストームキャット系                 | ストームキャット系        | ストームキャット系        | [ § 2 ]          |
| 父 *ヘニーヒューズ Henny Hughes 2003 栗毛 | 父の父*ヘネシー Hennessy 1993 栗毛 | Storm Cat                 | Storm Bird                | Storm Bird       |
| 父 *ヘニーヒューズ Henny Hughes 2003 栗毛 | 父の父*ヘネシー Hennessy 1993 栗毛 | Storm Cat                 | Terlingua                 |                  |
| 父 *ヘニーヒューズ Henny Hughes 2003 栗毛 | 父の父*ヘネシー Hennessy 1993 栗毛 | Island Kitty              | Hawaii                    | Hawaii           |
| 父 *ヘニーヒューズ Henny Hughes 2003 栗毛 | 父の父*ヘネシー Hennessy 1993 栗毛 | Island Kitty              | T.C. Kitten               |                  |
| 父 *ヘニーヒューズ Henny Hughes 2003 栗毛 | 父の母Meadow Flyer 1989 鹿毛       | Meadowlake                | Hold Your Peace           | Hold Your Peace  |
| 父 *ヘニーヒューズ Henny Hughes 2003 栗毛 | 父の母Meadow Flyer 1989 鹿毛       | Meadowlake                | Suspicious Native         |                  |
| 父 *ヘニーヒューズ Henny Hughes 2003 栗毛 | 父の母Meadow Flyer 1989 鹿毛       | Shortley                  | Hagley                    | Hagley           |
| 父 *ヘニーヒューズ Henny Hughes 2003 栗毛 | 父の母Meadow Flyer 1989 鹿毛       | Shortley                  | Short Winded              |                  |
| 母 Leslie's Lady 1996 鹿毛                | 母の父Tricky Creek 1986 鹿毛       | Clever Trick              | Icecapade                 | Icecapade        |
| 母 Leslie's Lady 1996 鹿毛                | 母の父Tricky Creek 1986 鹿毛       | Clever Trick              | Kankakee Miss             |                  |
| 母 Leslie's Lady 1996 鹿毛                | 母の父Tricky Creek 1986 鹿毛       | Battle Creek Girl         | His Majesty               | His Majesty      |
| 母 Leslie's Lady 1996 鹿毛                | 母の父Tricky Creek 1986 鹿毛       | Battle Creek Girl         | Far Beyond                |                  |
| 母 Leslie's Lady 1996 鹿毛                | 母の母Crystal Lady 1990 鹿毛       | Stop the Music            | Hail to Reason            | Hail to Reason   |
| 母 Leslie's Lady 1996 鹿毛                | 母の母Crystal Lady 1990 鹿毛       | Stop the Music            | Bebopper                  |                  |
| 母 Leslie's Lady 1996 鹿毛                | 母の母Crystal Lady 1990 鹿毛       | One Last Bird             | One for All               | One for All      |
| 母 Leslie's Lady 1996 鹿毛                | 母の母Crystal Lady 1990 鹿毛       | One Last Bird             | Last Bird                 |                  |
| 5代内の近親交配                           | Northern Dancer5×5＝6.25%          | Northern Dancer5×5＝6.25% | Northern Dancer5×5＝6.25% | [ § 3 ]          |
| 出典                                      | 1. 2. 3.                           | 1. 2. 3.                  | 1. 2. 3.                  | 1. 2. 3.         |

- 半兄イントゥミスチーフ（父ハーランズホリデー）は2007年のキャッシュコールフューチュリティ勝ち馬[17]。
- 半弟メンデルスゾーン（父スキャットダディ）は1歳時の2016年に300万ドルでクールモアグループに落札され[7]、2017年のブリーダーズカップ・ジュヴェナイルターフ、2018年のUAEダービーを制している[18]。